# Племента
Племента (пол. Plemięta, нім. Plement) — село в Польщі, у гміні Ґрута Ґрудзьондзького повіту Куявсько-Поморського воєводства.
Населення — 359 осіб (2011).
У 1975-1998 роках село належало до Торунського воєводства.

## Демографія
Демографічна структура станом на 31 березня 2011 року:
|          | Загалом | Допрацездатний вік | Працездатний вік | Постпрацездатний вік |
| -------- | ------- | ------------------ | ---------------- | -------------------- |
| Чоловіки | 173     | 43                 | 112              | 18                   |
| Жінки    | 186     | 54                 | 99               | 33                   |
| Разом    | 359     | 97                 | 211              | 51                   |